# Großer Preis von Deutschland 1995
Der Große Preis von Deutschland 1995 (offiziell XXIV Grosser Mobil 1 Preis von Deutschland) fand am 30. Juli auf dem Hockenheimring – Baden-Württemberg in Hockenheim statt und war das neunte Rennen der Formel-1-Weltmeisterschaft 1995.

## Berichte

### Hintergründe
Nach dem Großen Preis von Großbritannien führte Michael Schumacher in der Fahrerwertung mit elf Punkten vor Damon Hill und mit 14 Punkten vor Jean Alesi. In der Konstrukteurswertung führte Benetton-Renault mit neun Punkten vor Ferrari und mit zwölf Punkten vor Williams-Renault.
Vor dem Rennwochenende gab es zwei Fahrerwechsel: Bei Footwork wurde der Franzose Bertrand Gachot durch Giovanni Lavaggi ersetzt und bei Ligier kehrte Aguri Suzuki für Martin Brundle ins Cockpit zurück.
Mit Gerhard Berger (einmal) trat ein ehemaliger Sieger zu diesem Grand Prix an.

### Training
Vor dem Rennen fanden zwei Trainingseinheiten statt: Die erste am Freitagmorgen und die zweite am Samstagmorgen.
Das erste freie Training gewann Alesi mit einer Zeit von 1:54,130 Minuten vor Schumacher und Hill.
Im zweiten freien Training war David Coulthard mit einer Zeit von 1:44,689 Minuten der Schnellste vor Hill und Rubens Barrichello.

### Qualifying
Das Qualifying fand in zwei Abschnitten statt, die jeweils beste Zeit entschied über die Startposition.
Sowohl im ersten Qualifyingsegment (Q1) als auch im zweiten Segment (Q2) war Hill jeweils der Schnellste und sicherte sich somit Pole-Position. Im folgten Schumacher und Coulthard. Für Hill war es die neunte Pole-Position in der Formel-1-Weltmeisterschaft.

### Warm-Up
Die Fahrer gingen am Sonntagmorgen zu einem 30-minütigen Warm-up auf die Strecke. Schumacher war Schnellster vor Coulthard und Mika Häkkinen.

### Rennen
Hill startete neben Schumacher von der Pole-Position ins Rennen. Nach einem guten Start drehte er sich allerdings in der zweiten Runde in der ersten Kurve aufgrund einer gebrochenen Antriebswelle. Er fuhr durch ein Kiesbett und krachte in einen Reifenstapel. Sein Rennen war damit bereits beendet. Schumacher blieb anschließend vor Coulthard und Berger, der wegen eines Frühstarts eine 10-Sekunden-Stop-and-Go-Strafe erhielt. Durch die Strafe fiel Berger auf den 14. Platz zurück, doch er kämpfte sich zurück und landete wieder auf dem 3. Platz. Berger bestritt den Frühstart und behauptete, dass sich sein Auto zwar leicht bewegte, als er den Gang einlegte, dass es aber stillstand, als das grüne Licht zum Start des Rennens aufleuchtete.
Benettons Zwei-Stopp-Strategie für Schumacher setzte sich gegenüber der Ein-Stopp-Strategie von Coulthard durch, da Schumacher sich vom Feld absetzte und sich so genügend Zeit verschaffte, um seinen zweiten Boxenstopp einzulegen und an der Spitze zu bleiben. Schumacher war der erste Deutsche, der einen Großen Preis von Deutschland gewann. Sein Auto hatte nach Rennende eine Panne, ebenso wie das seines Teamkollegen Johnny Herbert und Suzuki (dessen Auto Feuer fing). Coulthard und Berger komplettierten das Podium. Herbert wurde Vierter und Jean-Christoph Boullion Fünfter. Für Boullion war es das beste Ergebnis seiner Formel-1-Karriere. Suzuki kam als Sechster ins Ziel und holte so seinen einzigen Punkt in dieser Saison. Als Siebter kam Ukyō Katayama ins Ziel, auf Platz 8 abschließend Andrea Montermini. Eddie Irvine fiel mit Bremsproblemen in der 41. Runde aus, wurde allerdings noch als Neunter gewertet.
Es war das letzte Formel-1-Rennen von Pierluigi Martini, der mit einem Motorschaden ausschied und ab dem Großen Preis von Ungarn durch Pedro Lamy ersetzt wurde.
Sowohl in der Fahrer- als auch in der Konstrukteurswertung blieben die ersten drei Plätze unverändert.

## Meldeliste
| Team                        | Nr. | Fahrer                   | Chassis         | Motor                 | Reifen |
| --------------------------- | --- | ------------------------ | --------------- | --------------------- | ------ |
| Mild Seven Benetton Renault | 01  | Michael Schumacher       | Benetton B195   | Renault 3.0 V10       | G      |
| Mild Seven Benetton Renault | 02  | Johnny Herbert           | Benetton B195   | Renault 3.0 V10       | G      |
| Nokia Tyrrell Yamaha        | 03  | Ukyō Katayama            | Tyrrell 023     | Yamaha 3.0 V10        | G      |
| Nokia Tyrrell Yamaha        | 04  | Mika Salo                | Tyrrell 023     | Yamaha 3.0 V10        | G      |
| Rothmans Williams Renault   | 05  | Damon Hill               | Williams FW17   | Renault 3.0 V10       | G      |
| Rothmans Williams Renault   | 06  | David Coulthard          | Williams FW17   | Renault 3.0 V10       | G      |
| Marlboro McLaren Mercedes   | 07  | Mark Blundell            | McLaren MP4/10B | Mercedes-Benz 3.0 V10 | G      |
| Marlboro McLaren Mercedes   | 08  | Mika Häkkinen            | McLaren MP4/10B | Mercedes-Benz 3.0 V10 | G      |
| Footwork Hart               | 09  | Massimiliano Papis       | Footwork FA16   | Hart 3.0 V8           | G      |
| Footwork Hart               | 10  | Taki Inoue               | Footwork FA16   | Hart 3.0 V8           | G      |
| Total Jordan Peugeot        | 14  | Rubens Barrichello       | Jordan 195      | Peugeot 3.0 V10       | G      |
| Total Jordan Peugeot        | 15  | Eddie Irvine             | Jordan 195      | Peugeot 3.0 V10       | G      |
| Pacific Grand Prix Ltd      | 16  | Giovanni Lavaggi         | Pacific PR02    | Ford ED 3.0 V8        | G      |
| Pacific Grand Prix Ltd      | 17  | Andrea Montermini        | Pacific PR02    | Ford ED 3.0 V8        | G      |
| Parmalat Forti Ford         | 21  | Pedro Diniz              | Forti FG01      | Ford ED 3.0 V8        | G      |
| Parmalat Forti Ford         | 22  | Roberto Moreno           | Forti FG01      | Ford ED 3.0 V8        | G      |
| Minardi Scuderia Italia     | 23  | Pierluigi Martini        | Minardi M195    | Ford EDM 3.0 V8       | G      |
| Minardi Scuderia Italia     | 24  | Luca Badoer              | Minardi M195    | Ford EDM 3.0 V8       | G      |
| Ligier Gitanes Blondes      | 25  | Aguri Suzuki             | Ligier JS41     | Mugen-Honda 3.0 V10   | G      |
| Ligier Gitanes Blondes      | 26  | Olivier Panis            | Ligier JS41     | Mugen-Honda 3.0 V10   | G      |
| Scuderia Ferrari SpA        | 27  | Jean Alesi               | Ferrari 412T2   | Ferrari 3.0 V12       | G      |
| Scuderia Ferrari SpA        | 28  | Gerhard Berger           | Ferrari 412T2   | Ferrari 3.0 V12       | G      |
| Red Bull Sauber Ford        | 29  | Jean-Christophe Boullion | Sauber C14      | Ford Zetec-R 3.0 V8   | G      |
| Red Bull Sauber Ford        | 30  | Heinz-Harald Frentzen    | Sauber C14      | Ford Zetec-R 3.0 V8   | G      |

## Klassifikationen

### Qualifying
| Pos. | Fahrer                   | Konstrukteur       | Q1       | Q2         | Start |
| ---- | ------------------------ | ------------------ | -------- | ---------- | ----- |
| 01   | Damon Hill               | Williams-Renault   | 1:44,932 | 1:44,385   | 01    |
| 02   | Michael Schumacher       | Benetton-Renault   | 1:45,505 | 1:44,465   | 02    |
| 03   | David Coulthard          | Williams-Renault   | 1:45,306 | 1:44,540   | 03    |
| 04   | Gerhard Berger           | Ferrari            | 1:46,482 | 1:45,553   | 04    |
| 05   | Rubens Barrichello       | Jordan-Peugeot     | 1:48,203 | 1:45,765   | 05    |
| 06   | Eddie Irvine             | Jordan-Peugeot     | 1:46,916 | 1:45,846   | 06    |
| 07   | Mika Häkkinen            | McLaren-Mercedes   | 1:46,291 | 1:45,849   | 07    |
| 08   | Mark Blundell            | McLaren-Mercedes   | 1:47,854 | 1:46,221   | 08    |
| 09   | Johnny Herbert           | Benetton-Renault   | 1:46,381 | 1:46,315   | 09    |
| 10   | Jean Alesi               | Ferrari            | 1:46,356 | 1:46,475   | 10    |
| 11   | Heinz-Harald Frentzen    | Sauber-Ford        | 1:47,769 | 1:46,801   | 11    |
| 12   | Olivier Panis            | Ligier-Mugen-Honda | 1:47,372 | 1:47,528   | 12    |
| 13   | Mika Salo                | Tyrrell-Yamaha     | 1:49,103 | 1:47,507   | 13    |
| 14   | Jean-Christophe Boullion | Sauber-Ford        | 1:48,526 | 1:47,636   | 14    |
| 15   | Massimiliano Papis       | Footwork-Hart      | 1:49,621 | 1:48,093   | 15    |
| 16   | Luca Badoer              | Minardi-Ford       | 1:50,409 | 1:49,302   | 16    |
| 17   | Ukyō Katayama            | Tyrrell-Yamaha     | 1:56,518 | 1:49,402   | 17    |
| 18   | Aguri Suzuki             | Ligier-Mugen-Honda | 2:04,193 | 1:49,716   | 18    |
| 19   | Taki Inoue               | Footwork-Hart      | 1:50,451 | 1:49,892   | 19    |
| 20   | Pierluigi Martini        | Minardi-Ford       | 1:51,368 | 1:49,990   | 20    |
| 21   | Pedro Diniz              | Forti-Ford         | 1:54,303 | 1:52,961   | 21    |
| 22   | Roberto Moreno           | Forti-Ford         | 1:53,456 | 1:53,405   | 22    |
| 23   | Andrea Montermini        | Pacific-Ford       | 1:53,492 | keine Zeit | 23    |
| 24   | Giovanni Lavaggi         | Pacific-Ford       | 1:54,625 | 1:56,325   | 24    |

### Rennen
| Pos. | Fahrer                   | Konstrukteur       | Runden | Stopps | Zeit        | Start | Schnellste Runde |
| ---- | ------------------------ | ------------------ | ------ | ------ | ----------- | ----- | ---------------- |
| 01   | Michael Schumacher       | Benetton-Renault   | 45     | 2      | 1:22:56,043 | 02    | 1:48,824 (22.)   |
| 02   | David Coulthard          | Williams-Renault   | 45     | 1      | + 5,688     | 03    | 1:49,714 (05.)   |
| 03   | Gerhard Berger           | Ferrari            | 45     | 2      | + 1:08,097  | 04    | 1:49,926 (20.)   |
| 04   | Johnny Herbert           | Benetton-Renault   | 45     | 1      | + 1:23,436  | 09    | 1:50,929 (25.)   |
| 05   | Jean-Christophe Boullion | Sauber-Ford        | 44     | 1      | + 1 Runde   | 14    | 1:52,033 (20.)   |
| 06   | Aguri Suzuki             | Ligier-Mugen-Honda | 44     | 2      | + 1 Runde   | 18    | 1:51,760 (25.)   |
| 07   | Ukyō Katayama            | Tyrrell-Yamaha     | 44     | 2      | + 1 Runde   | 17    | 1:52,791 (25.)   |
| 08   | Andrea Montermini        | Pacific-Ford       | 42     | 2      | + 3 Runden  | 23    | 1:54,341 (23.)   |
| 09   | Eddie Irvine             | Jordan-Peugeot     | 41     | 2      | DNF         | 06    | 1:50,646 (30.)   |
| –    | Mika Häkkinen            | McLaren-Mercedes   | 33     | 1      | DNF         | 07    | 1:49,900 (14.)   |
| –    | Heinz-Harald Frentzen    | Sauber-Ford        | 32     | 1      | DNF         | 11    | 1:51,426 (14.)   |
| –    | Luca Badoer              | Minardi-Ford       | 28     | 1      | DNF         | 16    | 1:52,859 (04.)   |
| –    | Giovanni Lavaggi         | Pacific-Ford       | 27     | 1      | DNF         | 24    | 1:58,836 (03.)   |
| –    | Roberto Moreno           | Forti-Ford         | 27     | 2      | DNF         | 22    | 1:56,038 (04.)   |
| –    | Rubens Barrichello       | Jordan-Peugeot     | 20     | 1      | DNF         | 05    | 1:49,927 (06.)   |
| –    | Mark Blundell            | McLaren-Mercedes   | 17     | 0      | DNF         | 08    | 1:50,781 (06.)   |
| –    | Olivier Panis            | Ligier-Mugen-Honda | 13     | 1      | DNF         | 12    | 1:15,690 (07.)   |
| –    | Jean Alesi               | Ferrari            | 12     | 1      | DNF         | 10    | 1:50,672 (10.)   |
| –    | Pierluigi Martini        | Minardi-Ford       | 11     | 0      | DNF         | 20    | 1:54,210 (05.)   |
| –    | Taki Inoue               | Footwork-Hart      | 9      | 0      | DNF         | 19    | 1:53,541 (05.)   |
| –    | Pedro Diniz              | Forti-Ford         | 8      | 1      | DNF         | 21    | 2:02,176 (02.)   |
| –    | Damon Hill               | Williams-Renault   | 1      | 0      | DNF         | 01    | 1:53,989 (01.)   |
| –    | Mika Salo                | Tyrrell-Yamaha     | 0      | 0      | DNF         | 13    | –                |
| –    | Massimiliano Papis       | Footwork-Hart      | 0      | 0      | DNF         | 15    | –                |

## WM-Stände nach dem Rennen
Die ersten sechs Fahrer eines Rennens bekamen 10, 6, 4, 3, 2 und 1 Punkt(e).

### Fahrerwertung
| Pos. | Fahrer                   | Konstrukteur       | Punkte |
| ---- | ------------------------ | ------------------ | ------ |
| 01   | Michael Schumacher       | Benetton-Renault   | 56     |
| 02   | Damon Hill               | Williams-Renault   | 35     |
| 03   | Jean Alesi               | Ferrari            | 32     |
| 04   | Johnny Herbert           | Benetton-Renault   | 25     |
| 05   | David Coulthard          | Williams-Renault   | 23     |
| 06   | Gerhard Berger           | Ferrari            | 21     |
| 07   | Rubens Barrichello       | Jordan-Peugeot     | 7      |
| 08   | Olivier Panis            | Ligier-Mugen-Honda | 7      |
| 09   | Eddie Irvine             | Jordan-Peugeot     | 6      |
| 10   | Mika Häkkinen            | McLaren-Mercedes   | 5      |
| 11   | Mark Blundell            | McLaren-Mercedes   | 5      |
| 12   | Heinz-Harald Frentzen    | Sauber-Ford        | 5      |
| 13   | Martin Brundle           | Ligier-Mugen-Honda | 3      |
| 14   | Jean-Christophe Boullion | Sauber-Ford        | 2      |
| 15   | Aguri Suzuki             | Ligier-Mugen-Honda | 1      |
| 16   | Gianni Morbidelli        | Footwork-Hart      | 1      |

| Pos. | Fahrer                 | Konstrukteur     | Punkte |
| ---- | ---------------------- | ---------------- | ------ |
| 17   | Mika Salo              | Tyrrell-Yamaha   | 0      |
| 18   | Pierluigi Martini      | Minardi-Ford     | 0      |
| 19   | Ukyō Katayama          | Tyrrell-Yamaha   | 0      |
| 20   | Andrea Montermini      | Pacific-Ford     | 0      |
| 21   | Luca Badoer            | Minardi-Ford     | 0      |
| 22   | Domenico Schiattarella | Simtek-Ford      | 0      |
| 23   | Taki Inoue             | Footwork-Hart    | 0      |
| 24   | Pedro Diniz            | Forti-Ford       | 0      |
| 25   | Nigel Mansell          | McLaren-Mercedes | 0      |
| 26   | Bertrand Gachot        | Pacific-Ford     | 0      |
| 27   | Jos Verstappen         | Simtek-Ford      | 0      |
| 28   | Karl Wendlinger        | Sauber-Ford      | 0      |
| 29   | Roberto Moreno         | Forti-Ford       | 0      |
| –    | Massimiliano Papis     | Footwork-Hart    | 0      |
| –    | Giovanni Lavaggi       | Pacific-Ford     | 0      |

### Konstrukteurswertung
| Pos. | Konstrukteur       | Punkte |
| ---- | ------------------ | ------ |
| 01   | Benetton-Renault   | 71     |
| 02   | Ferrari            | 53     |
| 03   | Williams-Renault   | 52     |
| 04   | Jordan-Peugeot     | 13     |
| 05   | Ligier-Mugen-Honda | 11     |
| 06   | McLaren-Mercedes   | 10     |
| 07   | Sauber-Ford        | 7      |

| Pos. | Konstrukteur   | Punkte |
| ---- | -------------- | ------ |
| 08   | Footwork-Hart  | 1      |
| 09   | Tyrrell-Yamaha | 0      |
| 10   | Minardi-Ford   | 0      |
| 11   | Pacific-Ford   | 0      |
| 12   | Simtek-Ford    | 0      |
| 13   | Forti-Ford     | 0      |

Anmerkungen
1. 1 2  Benetton-Renault und Williams-Renault erhielten beim Großen Preis von Brasilien keine Konstrukteurspunkte (zehn bzw. sechs) wegen Verwendung nicht regelkonformen Treibstoffs.